# Nukkarites
Les Nukkarites (arabe : النُّكارية) ou Nakaria est une organisation religieuse berbère qui s'est manifestée contre les Fatimides du Maghreb. Elle est proche des sufrites. Elle est classée dans l'ibadisme.
Son chef spirituel était un allié fidèle à Abu Yazid, il s'agit d'Abou Ammar el Ama. Ce dernier était non voyant. Il fut tué près de M'Sila dans un château (calâ).
Abou Yazid eu comme maître spirituel Abou Obieda.